# Дом Эйерса
Дом Эйерса (англ. Ayers House) — историческая усадьба на Северной террасе в Аделаиде (Южная Австралия). Дом назван в честь сэра Генри Эйерса, пятикратного премьер-министра Южной Австралии с 1855 по 1897 год и богатого промышленника. Дом Эйрса — единственный сохранившийся особняк на Северной террасе. Включён в Реестр наследия Южной Австралии в июле 1980 года.

## Усадьба Эйерса
План двухэтажного особняка был разработан в 1846 году для Уильяма Пакстона, химика из Аделаиды. На протяжении большей части своего существования особняк назывался Южный дом. Дом построен из местного голубого камня и выполнен в стиле Регентства. Считается, что он был разработан Джорджем Стриклендом Кингстоном, который интерпретировал работы Роберта Керра, ведущего архитектора того периода в Великобритании.
В 1855 году сэр Генри Эйерс взял постройку в аренду, когда это был 9-комнатный кирпичный дом, и в 1860-х годах превратил его в особняк на 40 комнат. Окончательно перестройка была завершена в 1876 году. Интерьер номеров украшают потолки с ручной росписью, изделия из дерева по трафарету и памятные вещи семьи Эйерс, демонстрирующие богатство владельцев в то время, когда он был построен. Эйерс также построил подвал, чтобы спастись от жаркого лета Аделаиды. Во время парламентской службы Генри Эйерс дом был местом заседаний кабинета министров, парламентских обедов и грандиозных балов. Это был один из первых домов в Аделаиде, оборудованный газовым освещением.
Названия, данные многим комнатам, и их функции были раскрыты в записях, сделанных сэром Генри, когда он записывал температуру в различных местах дома во время очень жаркой погоды в Аделаиде. Первая такая запись датирована 1874 годом.

## Дальнейшая история
В 1897 году Эйерс умер. В 1914 году дом был приобретён компанией Артура Джона Уолкли и Генри Вудкока Austral Gardens Ltd. Они построили танцевальный зал «Пале-Рояль» в его западной стороне и развлекательные зоны на востоке. С тех пор дом использовался для разных целей, в том числе в качестве клуба для раненых солдат с 1918 по 1922 год и кафе под открытым небом с 1914 по 1932 год.
Правительство Южной Австралии купило эту собственность в 1926 году для размещения медсестёр и учебных помещений для них, так как дом располагался в то время напротив ныне закрытой больницы Аделаиды. Дополнительные общежития, построенные в 1946 году, были впоследствии разобраны в 1973 году. В 1969 году в задней части больницы было построено новое жилое крыло для медсестёр.
В 1970 году премьер-министр Дон Данстан отменил решение парламента о сносе здания. В свете его приоритета сфере туризма, он обеспечил реконструкцию особняка как туристического и культурного центра с музеем и ресторанами высокой кухни и бистро. Кроме того, большая часть дома была сохранена в первоначальном состоянии. Сегодня костюмы, столовое серебро, произведения искусства, мебель, 300-кг люстра и оригинальные бензиновые машины выставлены в музейной зоне. Спальни превратились в знаменитый ресторан изысканной кухни Henry Ayers, а в конюшнях — бистро. Есть четыре закрытых зала для мероприятий. В настоящее время Дом Эйерса — популярный центр для свадеб и других торжественных событий.

## Галерея

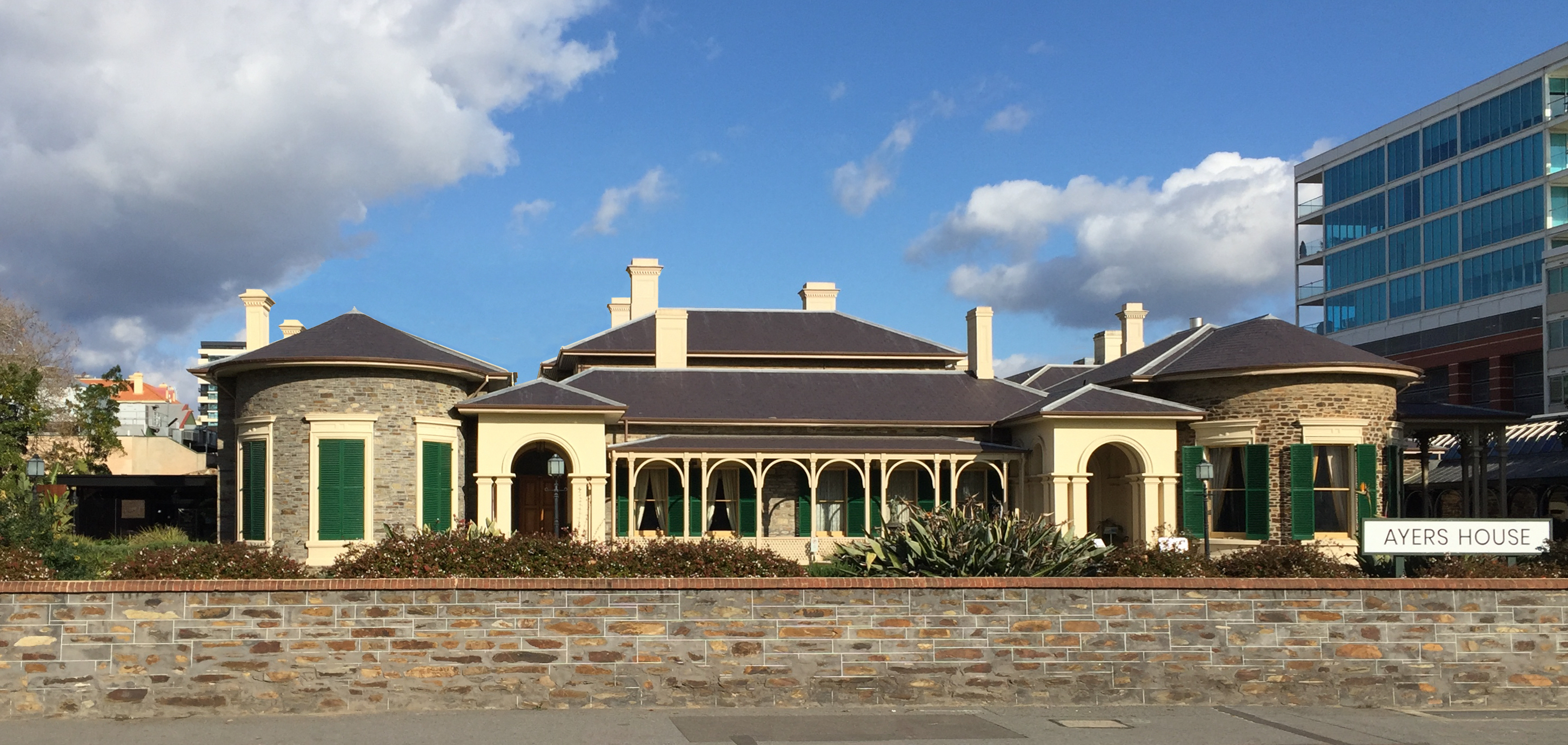
Дом Эйерса со стороны Северной Террасы
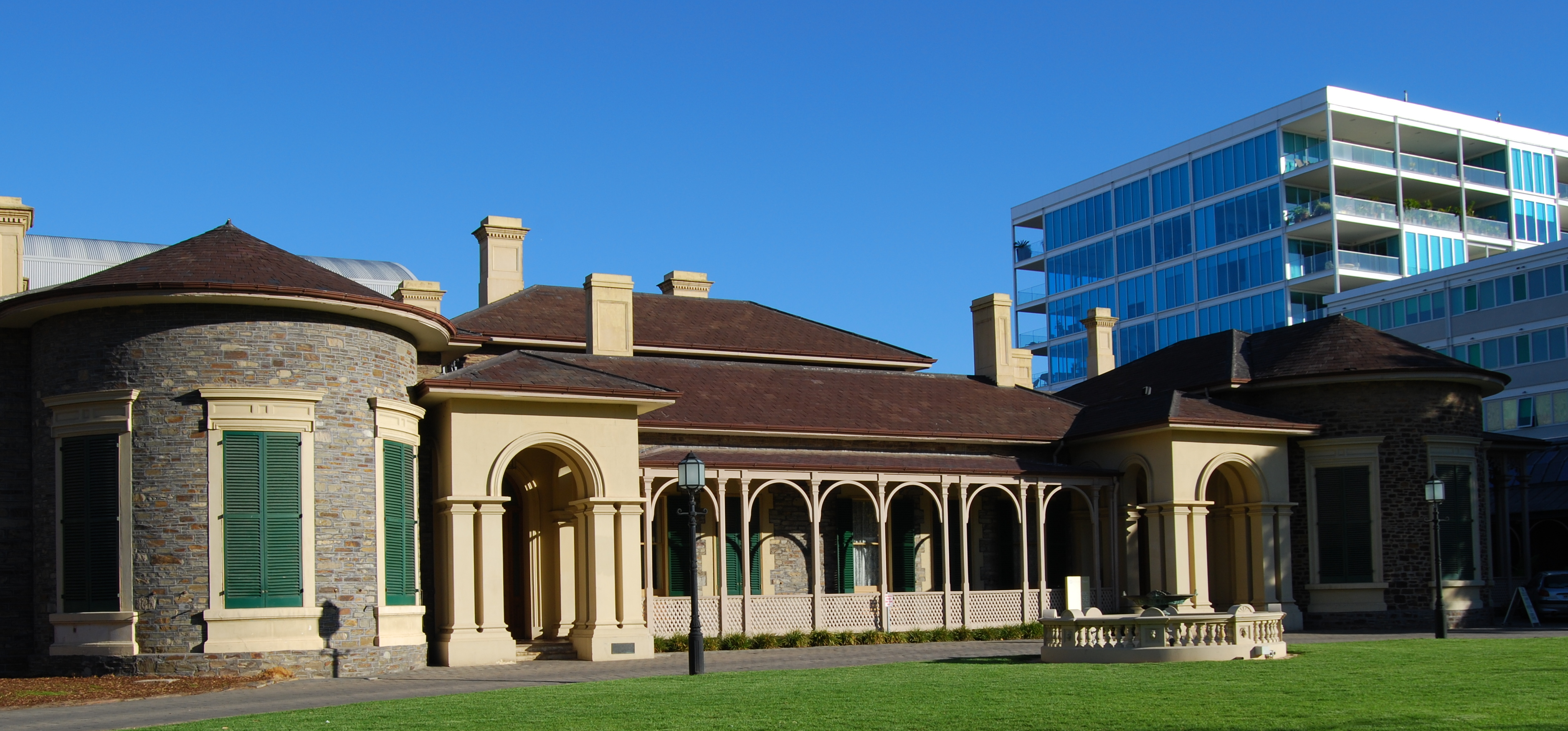
Вид с внутреннего двора
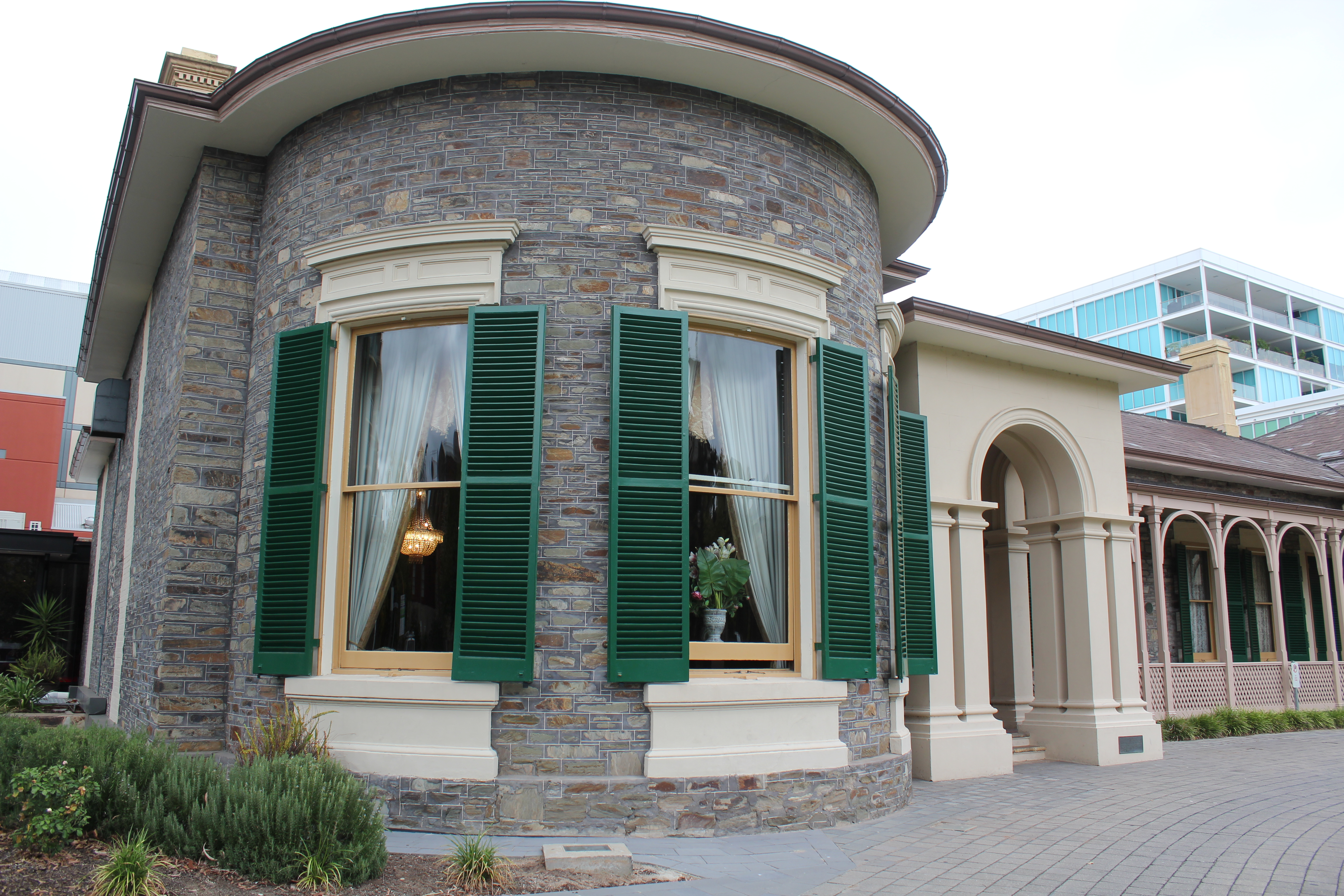
Восточная башня
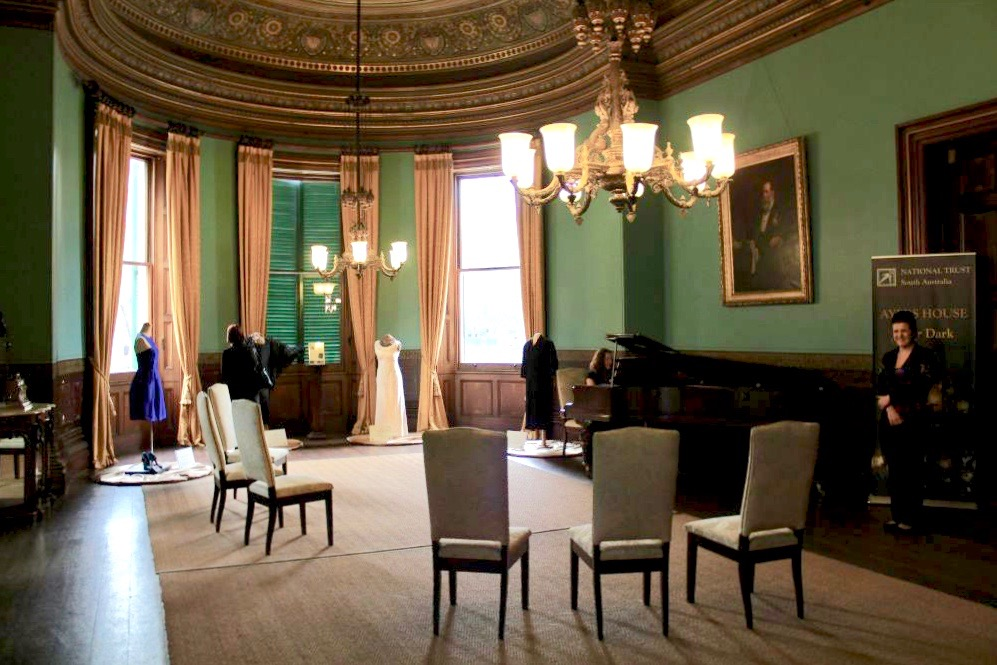
Музейные экспонаты в восточной башне
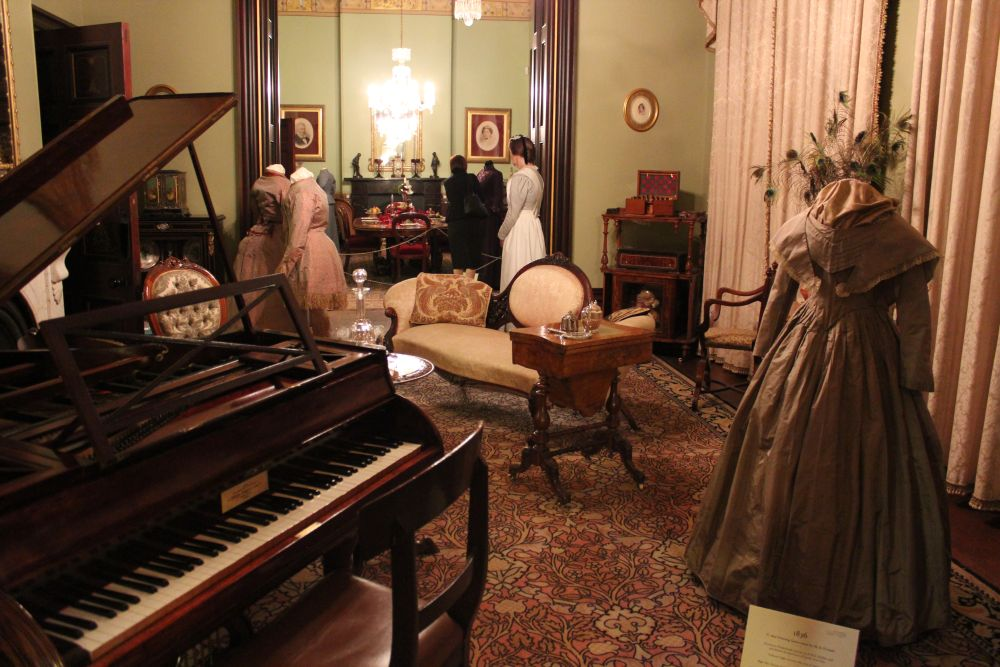
Гостиная с роялем